# Georges Wellers
Georges Wellers, né le 24 janvier 1905 à Koslov dans l'Empire russe et mort le 3 mai 1991 à Paris, est un historien et physiologue français. Il est notamment connu pour son engagement contre le négationnisme, ainsi que pour son travail scientifique et historique.

## Biographie
Juif né en Russie, Georges Wellers fait des études de biologie à l'université de Moscou. Il se marie en Lettonie et arrive en France en 1929. En 1938, il devient citoyen français. Il travaille à l'Université de Paris.
Il est arrêté le 12 décembre 1941 et est transféré dans le camp d'internement de Compiègne. il est interné ensuite à Drancy puis déporté de la gare de Bobigny vers Auschwitz, par le convoi no. 76, en date du 30 juin 1944, enfin le 18 janvier 1945 à Buchenwald.
Libéré par les Américains, il rentre à Paris. Son épouse et ses deux enfants ont survécu cachés chez des amis français.
Il est nommé maître de recherches en physiologie au CNRS: Il travaille également comme historien de la Shoah.
Président de l’Association pour la Fondation Mémoire d’Auschwitz, responsable scientifique du Centre de documentation juive contemporaine, directeur de la revue Le Monde juif, président de la Commission historique du Mémorial du martyr juif inconnu, il est le seul témoin français appelé à déposer au procès Eichmann à Jérusalem.
Chevalier de la Légion d'honneur, en 1983 il reçoit la médaille de vermeil de la Ville de Paris à l’occasion de la cérémonie du quarantième anniversaire du Centre de documentation juive contemporaine.
Wellers fut à l’avant-garde du combat antinégationniste, en réfutant les théories de Rassinier, de Faurisson, de Roques, et de Fred A. Leuchter.

## Distinctions
- Chevalier de la Légion d'honneur

## Prix
- Prix Bernard-Lecache 1981[8]

## Publications